# Uda Genji
Uda Genji è il nome con il quale è conosciuto un ramo della famiglia imperiale giapponese, fiorito durante il periodo Heian.
Il nome del clan nacque come un kabane, titolo onorifico concesso da alcuni imperatori ad alcuni discendenti della famiglia imperiale che non avevano diritto alla successione. Le varie linee prendono il nome dall'imperatore da cui il kabane venne concesso, e si dividono perciò in Saga Genji, Seiwa Genji, Murakami Genji, Uda Genji, Daigo Genji, e così via.
Nel caso del ramo Uda Genji esso deriva da Atsuzane (secoli IX-X), figlio dell'imperatore Uda (867-931, r. 887-897), attraverso Minamoto no Masanobu (920-993), terzo figlio di Atsuzane.

## Genealogia
```
                                 
Uda
(867-931)
                                  ┃
                                 
Principe Atsumi
(893-967)
                                  ┃
                                
Minamoto no Masanobu
(920-993)
                  ┏━━━━━━━━━┃

Minamoto no Tokinaka
(943-1002)
Sukenori
 (951-998)
                  ┃               ┃
famiglie 
Niwata
 e 
Ayanokōji
   
Nariyori
, prese per primo il cognome "Sasaki" dal suo feudo in provincia di Omi
                                  ┃
                                 
Noritsune

                                  ┃
                                 
Sasaki Tsunekata

                                  ┃
                                 
Sasaki Tametoshi

                                  ┃
                                 
Sasaki Hideyoshi
(1112-1184), adottato da 
 Minamoto no Tameyoshi

                                  ┣━━━━━━┳━━━━━━━┳━━━━━━━┳━━━━━┓
                               §
Sadatsuna
  §
Tsunetaka
  §
Moritsuna
  §
Takatsuna
 
Yoshikiyo Nagano

 ┏━━━━━━┳━━━━━┳━━━━━┫          ┃            ┃             ┃         ┣━━━━━┓

Hirotsuna
 
Sadashige
  
Hirosada
  
Nobutsuna
    
Takashige
    
Kaji Nobuzane
  Shigetuna  Masayoshi 
Yasukiyo

 ┏━━━━━━┳━━━━━━━━━━━╋━━━━━━━━┓                       ┏━━━━━┳━━━━━┫

Shigetsuna
 
Takanobu
 
Rokkaku Yasutsuna
 
Kyogoku Ujinobu
                  
Yoriyasu
 
Yoshiyasu
 
Muneyasu
```

NOTE
- In grassetto i capi della casata.
- Il simbolo "§" indica chi partecipò alla guerra di Yoritomo.